# Fire muslimske stemmer
Fire muslimske stemmer er en dansk dokumentarfilm fra 2010 med instruktion og manuskript af Merete Borker.

## Handling
Ordet gives til fire unge muslimske kvinder, der har mål i livet. Blandt de medvirkende er Dudu Tepe og Natasha Al-Hariri.